# 父親の役割

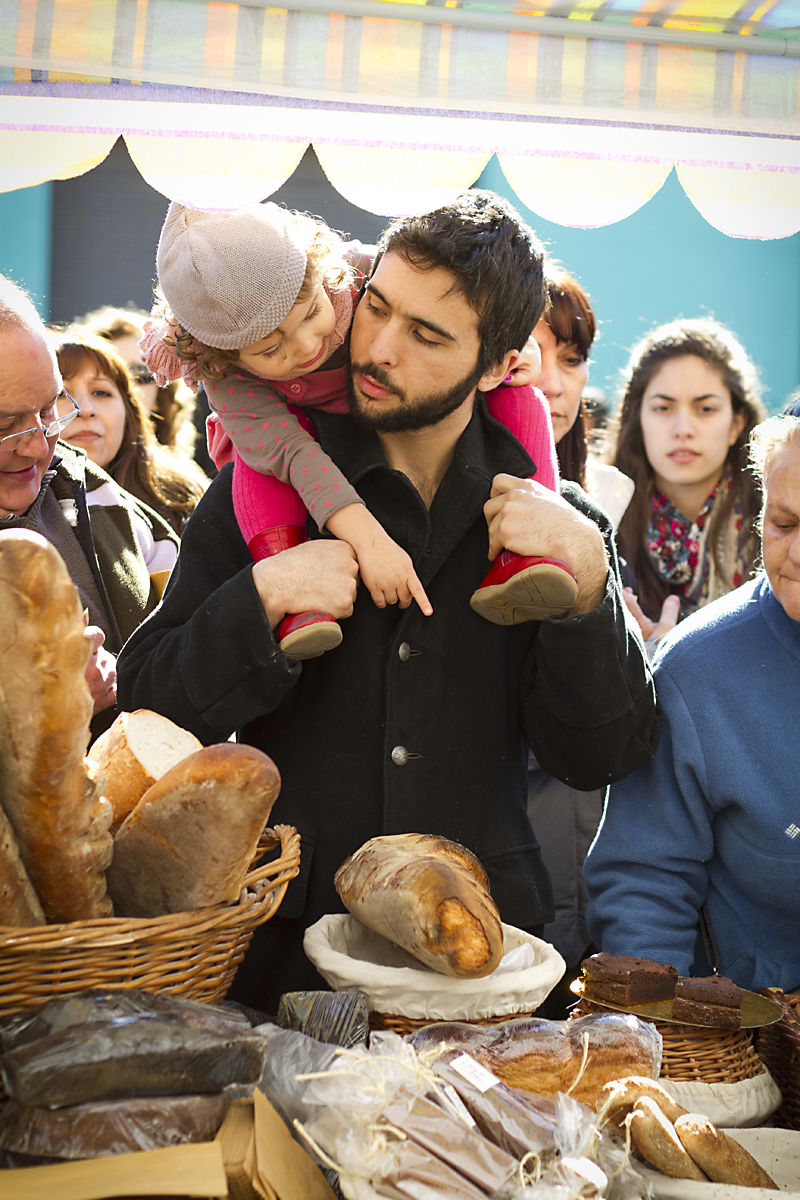
父と子

父親の役割（ちちおやのやくわり）では、子どもが発育する上での父親の役割について述べる。

## 研究の経緯
子供の発育に関して、父親が重要な役割を果たしていることが、近年認識されるようになった。従来は、父親の役割として、稼ぎ手、監督者、性役割モデルなどが知られていた。しかし近年研究が進んで、社会性の発達や知的能力の発達など、父親が子供の精神的発達に重要な役割を果たしていることが明らかになった。
離婚により父親が子供の家庭からいなくなると、子供は精神的な適応がより悪化し、学業成績がより悪くなり、反社会的な行動がより増え、結婚してからの離婚率もより高くなる。戦死や病死によって父親が不在になっても、同様の傾向が生じる。
これとは逆に、父親が在宅で働く場合や父子家庭の場合など、父親が子供と長い時間を過ごす家庭では、子供の社会的な発達はむしろ良好になる。
こうしたことがきっかけとなり、父親が子供の発達に与える影響について、多くの研究が行われるようになった。父親が不在の家庭の研究、父子家庭と母子家庭の比較研究、愛着の研究、親と子の気質の類似度研究などから、父親の役割が調べられた。

## 子供の年代ごとの父親の役割
父親は子供と遊んでいる時にも、子供の発達を促すような働きかけを行っている。特に、子供の知的発達や社会性の発達を促すような働きかけを行っている。そうした働きかけの内容は、子供が成長するにつれて変化してゆく。

### 乳児期における父親の役割
母親は、乳児に話しかける際には、繰り返すリズムで、ソフトに、なだめるように話す。父親は言葉を多く用いて、子供の体に触れて、はっきりとした言葉で話しかける。子供は、母親の顔を見ると、心が落ち着いて脈や呼吸の数が少くなり、父親の顔を見ると、楽しい遊びを期待して脈や呼吸の数が増える。（ただし乳児を抱っこした場合それが父親でも母親でも乳児は安心するという実験結果も出ている。）
その結果、子供は遊び相手として、父親を好むようになる。ただしストレスの大きい場面では、母親を選ぶ。父親によるこうした刺激は重要であり、乳児の脳に健康な発達を促し、子供の社会的発達、精神的発達、知的発達に永続的な良い効果を与える。
乳児期に子供が愛着の関係を樹立する相手は、母親に限らない。たいていの乳児は、母親にも父親にも愛着を示す。子供が愛着を示す相手は、独立で同等である。「安心の愛着」を樹立した子供は、その後の発達のテストにおいて高得点を取る。乳児期に確立された愛着の効果は長く続く。
父親が、子どもの出生直後から子どもに充分に支持的に関与すると、子どもに良い影響を与え、生後7ヶ月の時点や生後3歳の時点で、子どもの言語発達はより良好となり、子どもはより高い知能指数IQを持つようになる。
アメリカ合衆国政府が出資した教育プログラム Early Head Start （早期ヘッドスタート「さい先の良いスタート」）は、妊婦や乳幼児を対象として、アメリカ国内で行われている。このプログラムの主要な内容の一つは、父親が乳幼児への関与を増やすことである。

### 幼児期における父親の役割
幼児期には、子供の行動範囲はさらに拡大する。しかし同時に、行動には制限が必要となる。この両者の要請を満たす過程で、幼児は、問題解決と他者との共存について学ぶ。
子供と接する時に、母親は身の回りの世話などの養育行為が多いが、父親は体を使う荒っぽい遊びが多い。父親は、荒っぽい遊びを通じて、安全であるが冒険的な場を提供して、世界や他人との付き合い方を子供に学ばせる。子供は遊びを通じて世界を学ぶ。父親は遊びを通じて世界を子供に紹介する。父親は、子供に制限やルールを守るように要求し、行為を一人でできるように励ます。それは、問題解決の重要な訓練となる。
母親は感情を表現する言葉を多く使って、子どもが感情を理解する助けをする。これに対して、父親は原因を説明する言葉を多く使って、子どもが論理を理解する助けをする。父親は、より長い言葉を使い、より抽象的な言葉を使う。
母親は主に共感によって子供が必要とするものを把握する。これに対して、父親は、遊びを通じて子供の考え、感情、希望を理解する。そして子供に何が必要であるかを把握してそれを与える。
スポーツのような遊びを通じて、感情のコントロールや同僚との協力関係を子供に教えることは、母親よりも父親の比重の方がずっと大きい。父親は、子供が社会と良好で強固な関係を樹立できるように、長期にわたって子供を支援し続ける。
父親が幼児に強く関与し多く遊ぶと、子供の言語能力や認識能力は向上し、知能指数IQが向上する。

### 小学生の頃の父親の役割
子供が学童期の頃には、父親は、子供に新しいことを経験させて、しかも自分一人でするように促す。それができるようになれば、子供には自信が生まれる。さらに子供は、自分をコントロールして、その行動を責任を持って成し遂げるようになる。この時期に父親が充分に関与すると、自分の成功や失敗は、もっぱら自分の努力が原因であることを理解して、他人のミスを責めなくなる。
父親は、子供に勤勉の意識を教え、技術を学べば目標を達成できることを教える。子供が、新しい挑戦に果敢に立ち向かう能力と自信を獲得するための努力を積み重ねるかどうかは、この時期の父親の係わりかたが非常に重要な意味を持つ。
子供の道徳的社会的想像力の発達についても、父親が重要な役割を果たす。子供に直接に教えたり、自分で手本を示すことによって、正直に誠実に努力すれば、その報酬が得られることを教える。
学校へ行く年代の子供のうち、父親が多く関与する子供は、学業成績が良い子供である。 Aの成績をより多く取り、量や言葉の技術が優れている。父親が子供に関与すればするほど、子供の認知能力や学業成績は向上し、社会に出てからの成功のチャンスが高まる。
子どもが6歳の時に父親が子どもに積極的に関与すると、子どもが7歳の時の知能指数IQや学業成績に良い影響を与える。また、子どもが7歳の時に父親が子どもに積極的に関与すると、子どもが7歳の時や11歳の時のIQに良い影響を与える。
特に、父親が子供の学校に関与すると、子供の学業成績に良い影響を与える。アメリカ合衆国父親センターとアメリカ合衆国PTAは、父親が学校に関与する度合と子どもの学業成績との関係を調査した結果、父親が学校への関与を増やすように働きかけている。
母親は感情や人間関係の技術を子供に多く教えるが、父親は生存のための技術や問題解決の技術を子供に多く教える。父親は、子供が進んでゆく新しい世界でどうすれば良いかを、子供に説明する。
ただし、父親が余りに厳格に細かく指示を与えると、子供は父親を頼るようになって、子供に悪影響が及ぶ。子供は、感受性が低下し、語彙が少なくなる。逆に放任の子育てでは、父親から子供への情報伝達が減って、精神発達の成績は低下する。

### 13歳から19歳頃までの父親の役割
この時期には、子供の自己同一性の確立が重要な課題である。子供は友人と過ごす時間が増え、親と過ごす時間は減る。しかし、子供の信念、価値観、将来計画を造りあげる上で、父親と母親は、重要な存在である。
この時期には、母親の世話が、子供の独立の感覚を侵して、子供と母親のトラブルが増加する。しかし、この時期の子供は、母親の精神的サポートに頼り、父親のアドバイスに頼っている。父親がそばにいるだけで良い場合もある。父親が積極的に関与する子供は、身体的にも精神的にもより健康であり、学業成績が良く、トラブル行動が少なく、犯罪行為が少なく、薬物依存が少ない。
別居家庭においても、子供が非同居の父親と長時間を過ごして一緒に多くの生活活動を行う場合は、子供の学業成績は向上する。また、父子家庭で育った子供の方が、母子家庭で育った子供よりも、独立心が旺盛で、時間に正確である。
子供の成績については、父親が子供と過ごす時間の長さよりも、関与する質と内容の方が、大きい影響を与える。ただし役割モデルとしての影響の大きさは、接する時間の長さに比例する。
娘は、父親を見て男が何であるかを理解する。そして、自分の外見がどう見えるかよりも、自分が何をして自分の心がどうであるかというような自分の中身の方がずっと重要であることを理解する。父親が不在の家庭で育った少女は、思春期を早く迎えるなど、年齢変化が速く起きる。
子供は青年期になっても、他者との関係や将来設計について、父親からアドバイスを得ている。それで、子供が思春期を過ぎた頃に、自立を促す目的で、父親が子供への関与を減らしてしまうと、子供の発達の成績は悪化する。

## 超自我
（英語版ウィキペディアの「Ego」の中の「Super-ego」による）
超自我は、ルール・道徳観・倫理観・良心・禁止・理想などと関係する人柄（パーソナリティ）の一部分である。超自我は、父親の存在や文化的な統制を、象徴的に内在化させたものである。
少年の超自我は、父親の存在を同一視により内在化させながら形成される。フロイトから見れば、超自我の取り込みは、父親の助けによって、父親との同一視が成功したということである。超自我が発達するにつれて、教育者や道徳家など、父親以外の人達からの影響を取り込むことが可能になる。
ジークムント・フロイトはまた、次のように述べている。「女性の超自我は、感情に動かされて気ままである。女性が行う判断は、愛情や敵意のような感情から多くの影響を受けている」。

## 父親が子どもに与える影響
カナダ政府は、父親が子どもに多く関与すると、次の点で、子供に良い影響をあたえると述べている。
- 子どもの認知機能の発達
- 学業成績の向上。より上級の学校に進学すること
- 問題解決能力
- 情動の発達。自分の行動に責任を持つこと。衝動的でないこと
- 自分の感情を適切にコントロールすること
- 自己受容。落ち込まないこと
- 社会的発達
- 同僚とポジティブな関係を作ること
- 攻撃的でないこと。忍耐力があること
- 共感して人に関与すること

こうしたことから、カナダ政府は、父親が子どもに充分に関与することを勧めている。
またカナダ政府は、父親の仕事について、次のように述べている。
「父親の仕事は、子どもの発達を助けることであり、子どもが自分の感情を把握して表現するように教え、生理的な困窮を避けるよう教えることであり、子どもが良い経験をする場を提供することであり、子どもが頑張って目標に到達し責任を果たすのを助けることであり、市民・配偶者・親としての役割を子どもに少しずつ理解させることである。手短に言えば、子どものお腹を食べ物で満たし、子どもの頭を知恵で満たし、子どもの心を愛と勇気で満たすことである。」